# Langewiesen

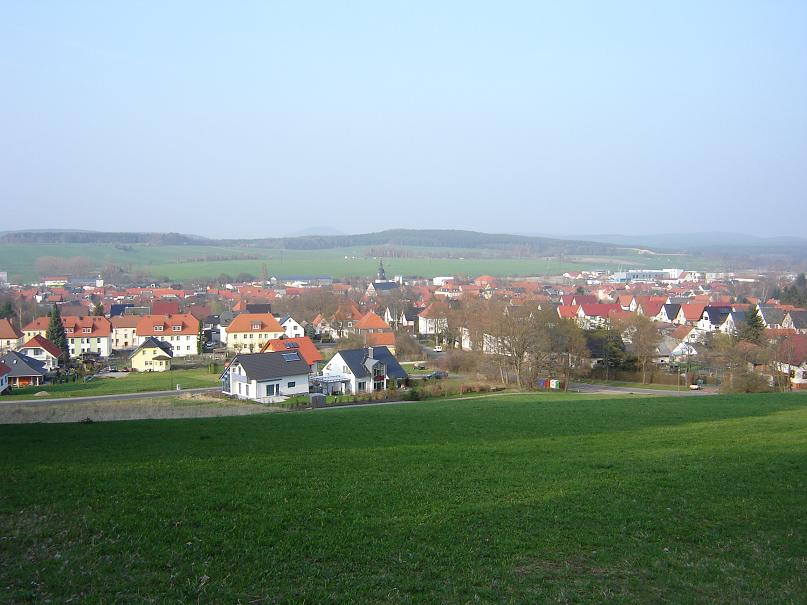
Langewiesen

Langewiesen este un oraș din landul Turingia, Germania.